# شركة أيروسبيس
شركة أيروسبيس هي مؤسسة أمريكية غير ربحية تدير مركزًا للبحث والتطوير ممولًا فيدراليًا (FFRDC) ومقره في إل سغوندو ، كاليفورنيا . تقدم الشركة التوجيه الفني والمشورة بشأن جميع جوانب المهمات الفضائية للعملاء العسكريين والمدنيين والتجاريين. بصفته مركزًا للبحث والتطوير ممولًا فيدراليًا لفضاء الأمن القومي ، يعمل الفضاء بشكل وثيق مع منظمات مثل مركز أنظمة الفضاء والصواريخ التابع للقوات الأمريكية (SMC) ومكتب الاستطلاع الوطني (NRO) لتوفير «تحليلات وتقييمات فنية موضوعية لبرامج الفضاء التي تخدم المصلحة الوطنية». على الرغم من أن القوات الفضائية الأمريكية ومكتب الاستطلاع الوطني هم العملاء الأساسيون ، إلا أن أيروسبيس تؤدي أيضًا أعمالًا للوكالات المدنية وكذلك المنظمات الدولية والحكومات من أجل المصلحة الوطنية.
- تراس ، برنامج كمبيوتر طورته شركة الفضاء الجوي

## روابط خارجية
- الموقع الرسمي
- AEROSPACE CORPORATION على USAspending.gov